# Laschkitzenbach
Der Laschkitzenbach ist ein Bach in der Gemeinde Hopfgarten in Defereggen (Bezirk Lienz). Der Bach entspringt südlich der Laschkitzenalm in den Villgratner Bergen und mündet gegenüber der Ortschaft Plon in die Schwarzach. Der Name „Laschkitzen“ leitet sich vom slawischen leska (Haselstrauch) ab.

## Verlauf
Der Laschkitzenbach entspringt in einem Talschluss südwestlich des Penzenkopfs bzw. südlich der Laschkitzenalm. Er speist sich aus zwei dort entspringenden Quellbächen, die sich nördlich der Laschkitzenalm vereinigen, wobei ein Quellbach zuvor einen Zufluss vom Nordhang des Penzenkopfs aufnimmt. Der Laschkitzenbach fließt zunächst nach Norden und erreicht in rund 1900 Metern Seehöhe die Waldgrenze. In der Folge strebt der Laschkitzenbach in nordnordöstlicher Richtung dem Defereggental zu, wobei er über die gesamte Strecke des Mittel- und Unterlaufs durch den Ploner Wald verläuft. Er mündet schließlich gegenüber dem Plonerhof in die Schwarzach.